# التفاوت التنموي بين الجهات في تونس
التفاوت التنموي بين الجهات في تونس هو تفاوت في التنمية بين تونس الكبرى والمناطق الساحلية من جهة وبين المناطق الداخلية من جهة أخرى.

## الأسباب
يرجع التفاوت التنموي بين الجهات لعدة أسباب من أهمها تركيز النظام القائم من الاستقلال في 1956 إلى الثورة التونسية في 2011 على التنمية في تونس الكبرى والمناطق الساحلية إذ أن 80% من اعتمادات التنمية كانت للمناطق الساحلية والسياحية و 20% فقط للمناطق الداخلية، وعزوف رجال الأعمال التونسيين عن الاستثمار في المناطق الداخلية. كذلك يرجع أحد الأسباب إلى تحدر عدد كبير من رؤساء الحكومات في تونس منذ الاستقلال وإلى حد الآن من المناطق المحظوظة.
| الولاية       | عدد رؤساء الحكومات |
| ------------- | ------------------ |
| سوسة          | 6                  |
| المنستير      | 3                  |
| المهدية       | 2                  |
| تونس          | 3                  |
| مدنين         | 1                  |
| بقية الولايات | 0                  |
| المجموع       | 15                 |

يقول المؤرخ الهادي التيمومي في كتابه "تونس بين 1956 و1987":
"وقد حاول الاستعمار الفرنسي تركيز جل إستماراته في الاماكن التي يقطنها مستوطنون فرنسيون مثل مدن تونس وبنزرت وسوسة وصفاقس، حيث سعى إلى تعبيد شبكة كبيرة من الطرقات إضافة إلى تطوير قطاعات إقتصادية أخرى بهذه المناطق مثل الصناعة إضافة إلى الاستثمار في الثقافة والمسرح والفن والسينما والمكتبات والعمران العصري. أما دواخل البلاد وهي مناطق غير محظوظة بطبيعتها من حيث المناخ والموارد فقد تركها الاستعمار على تخلفها تقريبا عن قصد حتى تكون بمثابة المخزون الاحتياطي من الجنود لجيوشه ومن اليد العاملة الرخيصة الثمن لمؤسساته الاقتصادية ومن الخادمات والخدم في المنازل لتحسين نوعية حياة مواطنيه وقد تعمق بمرور الزمن التطور اللامتكافئ بين هذه المناطق المتخلفة والمخلفة وبقية مناطق البلاد. يمكن القول أن عدم التكافؤ بين مناطق السواحل التونسية والمناطق الداخلية قد بدأ منذ فترة الاستعمار وتواصل حتى بعد خروج الاستعمار وإلى يومنا هذا."

## المظاهر
الجدول من موقع نواة الذي استقى البيانات من المعهد الوطني للإحصاء ووزارة الشؤون الاجتماعية ودراسة صادرة عن اليونيسيف ووزارة التنمية الجهوية والتخطيط ووزارة التنمية والاستثمار والتعاون الدولي.
| الولاية       | نسبة الفقر | نسبة البطالة (المعدل العام) | نسبة البطالة (بطالة أصحاب الشهائد العليا) | مؤشر التنمية الجهوية |
| ------------- | ---------- | --------------------------- | ----------------------------------------- | -------------------- |
| سيدي بوزيد    | 32,3%      | 14,7%                       | 41%                                       | 0,28                 |
| القصرين       | 30,5%      | 20,7%                       | 38,9%                                     | 0,16                 |
| سليانة        | 25.7%      | 15,6%                       | 27,9%                                     | 0,36                 |
| المعدل الوطني | 14,8%      | 12,8%                       | 24%                                       | 0,48                 |

| الولاية       | عدد المؤسسات الجامعية العمومية |
| ------------- | ------------------------------ |
| سيدي بوزيد    | 3                              |
| القصرين       | 4                              |
| سوسة          | 14+                            |
| صفاقس         | 21                             |
| المعدل الوطني |                                |

| الولاية       | عدد المستشفيات الجامعية العامة | عدد المعاهد والمراكز والمستشفيات الجامعية المختصة | المجموع |
| ------------- | ------------------------------ | ------------------------------------------------- | ------- |
| تونس          | 5                              | 14                                                | 19      |
| سوسة          | 2                              | 1                                                 | 3       |
| صفاقس         | 2                              | 0                                                 | 2       |
| المنستير      | 1                              | 1                                                 | 2       |
| المهدية       | 1                              | 0                                                 | 1       |
| نابل          | 1                              | 0                                                 | 1       |
| بنزرت         | 1                              | 0                                                 | 1       |
| أريانة        | 0                              | 1                                                 | 1       |
| منوبة         | 0                              | 1                                                 | 1       |
| بن عروس       | 0                              | 1                                                 | 1       |
| زغوان         | 0                              | 1                                                 | 1       |
| القيروان      | 1                              | 0                                                 | 1       |
| بقية الولايات | 0                              | 0                                                 | 0       |

| الإقليم                  | نسبة فروع البنوك |
| ------------------------ | ---------------- |
| تونس الكبرى الوسط الشرقي | 67%              |
| باقي الأقاليم            | 33%              |

## الحلول
نص دستور تونس الصادر في 2014 على مبدأ التمييز الإيجابي لفائدة المناطق الداخلية إذ نص الفصل 12 على «تسعى الدولة إلى تحقيق العدالة الاجتماعية، والتنمية المستدامة، والتوازن بين الجهات، استناداً إلى مؤشرات التنمية واعتماداً على مبدأ التمييز الإيجابي.» ويرى الخبراء أن على القطاع العام أن يستثمر في هذه المناطق ولو لفترة قصيرة بعد عدم قدرة القطاع الخاص على ذلك، وعلى اعتماد «لامركزية التنمية»، أي أن الجهة تكون مسؤولة عن التنمية داخلها. وبُرمجت في ميزانية 2012 عدة مشاريع لفائدة المناطق الأقل تنمية.

## مقالات ذات صلة
- اقتصاد تونس

## وصلات خارجية
- بشير: التفاوت التنموي في تونس.. قبل الثورة وبعدها[وصلة مكسورة] المنهل
- صديقي: التنمية الإقليمية في تونس: تداعيات التهميش المركَّب مركز بروكينغز الدوحة، 14 يناير 2019
- التايب: منوال التنمية في تونس.. ما هي مواطن الخلل وما هو البديل المطلوب؟[وصلة مكسورة] المصدر، 19 ديسمبر 2012
- كريشان: سؤال تونس الجوهري: ماهي مداخل التنمية الإدماجية؟ المغرب، 18 ديسمبر 2018

## بيبليوغرافيا
- الاستعمار الداخلي والتنمية غير المتكافئة: منظومة التهميش في تونس، الصغير الصالحي